# Papilionídeos
Papilionídeos (Papilionidae) é uma família de insectos da ordem Lepidoptera. É caracterizada por borboletas grandes e coloridas, o qual incluem mais de 550 espécies. Apesar da maioria habitarem nos trópicos, membros da família são encontrados em todos os continentes, menos na Antártida. A família inclui as maiores borboletas do mundo, as Ornithoptera (gênero).

## Filogenia
Uma filogenia de Papilionidae baseada em Nazari (2007) descreve:
Atualmente é aceito que a família Papilionidae é monofilético. As Papilionidae da tribo Papilionini somam em torno de 225 espécies e os estudos foram realizados em suas coevoluções com suas plantas hospedeiras e na filogenia. Antigas classificações morfológicas também encontraram validade uma vez em que se formaram grupos. Espécies que utilizam as Rutáceas como plantas hospedeiras formam dois grupos correspondendo à taxonomia do Velho Mundo e América. Aqueles que se alimentam de Lauraceae e Magnoliaceae foram encontradas para formar um outro grupo que incluem as taxonomias asiáticas e americanas.
A Parnassinae, assim como Papilioninae, acredita-se que também sejam monofilética baseada em estudos morfológicos, mas recentes estudos baseados características morfologicas e moleculares sugerem que esse não é o caso. Em Parnassiinae, o gênero Parnassius e Hypermnestra foram considerados extremamente próximos através de estudos moleculares e agora são considerados como parte da tribo Parnassiini. Os dois gêneros Archon e Luehdorfia foram considerados intimamente relacionados através de análises do DNA mitocondrial e nuclear e, embora eles não compartilhem características morfológicas, agora estão unidas na tribo Luehdorfiini.
A subfamília Baroniinae é representada pela única espécie, a Baronia brevicornis. Eles são os únicos da família que usam a Fabaceae como planta hospedeira para suas larvas. A Baronninae e a extinta família Praepapilioninae compartilham muitas similaridades externas e são consideradas tradicionalmente como uma das famílias mais primitivas e irmãs das demais Papilionidae. Pesquisas recentes sugerem que este pode não ser o caso, e que a Baroniinae é intimamente ligada somente com a Parnassiinae e Praepapilio somente com Papilionini.

## Alimentação

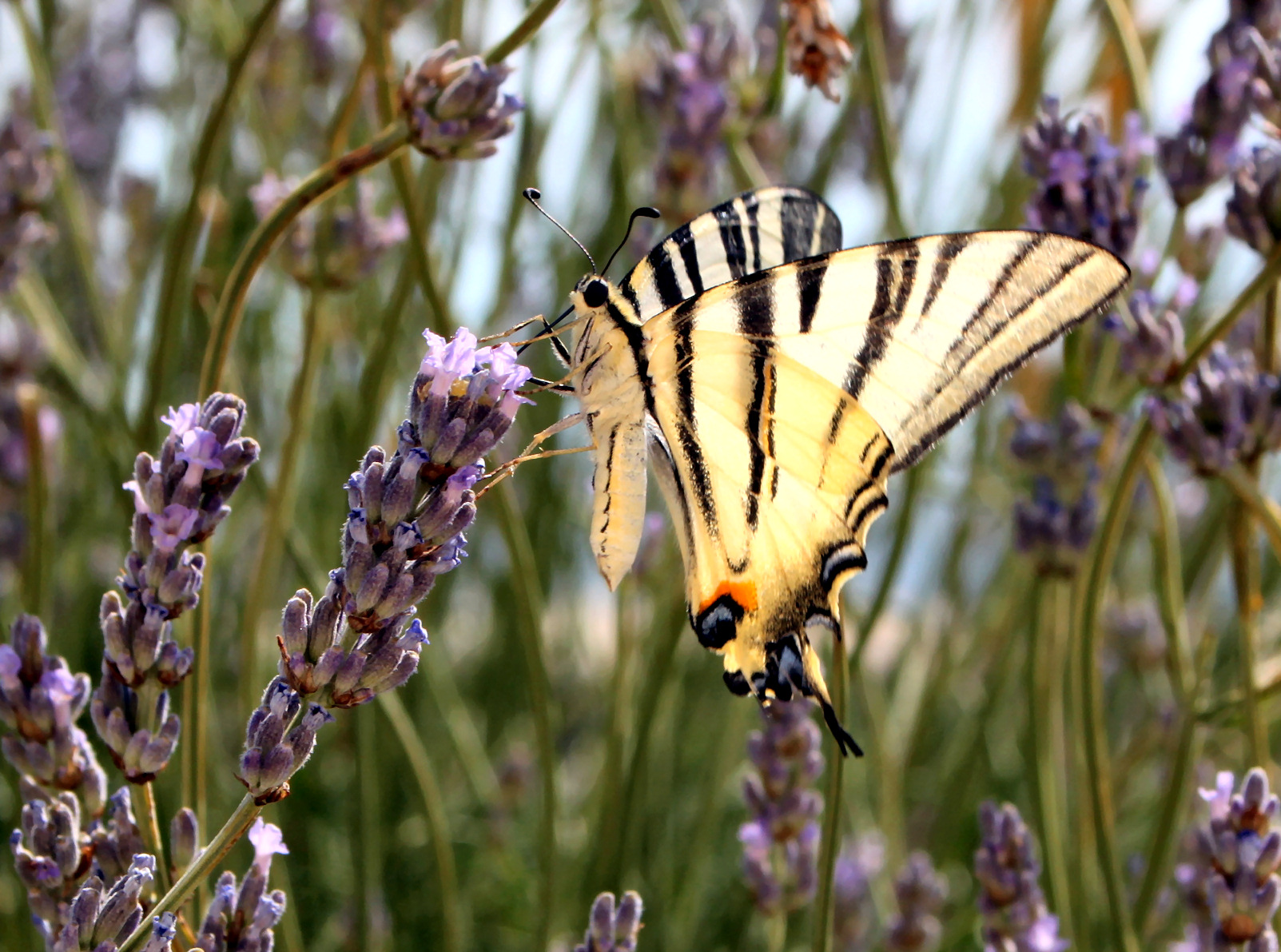
Papilionidae e flores de lavanda, perto da costa do mar Adriático.

As lagartas de várias espécies papilionidae se alimentam de uma grande gama de diferentes plantas, a maioria dependendo de uma das cinco famílias: Aristolochiaceae, Annonaceae, Lauraceae, Apiaceae e Rutáceas. Comendo algumas dessas plantas tóxicas, as lagartas sequestram o Ácido aristolóquico, o qual garante tanto para a lagarta como para a borboleta, parte dessas toxinas que a ajudam se proteger dos predadores. As tribos Zerynthiini (Parnassiinae), Luehdorfiini (Parnassiinae) e Troidini (Papilioninae) se alimentam exclusivamente da família Aristolochiaceae.

## Taxonomia
São 27 gêneros com aproximadamente 600 espécies.
- Subfamilia Baroniinae
  - Baronia
- Subfamilia Parnassiinae
  - Allancastria
  - Archon
  - Bhutanitis
  - Hypermnestra
  - Luehdorfia
  - Parnassius
  - Sericinus
- Subfamilia Papilioninae
  - Atrophaneura
  - Battus
  - Cressida
  - Euryades
  - Eurytides
  - Graphium
  - Iphiclides
  - Lamproptera
  - Meandrusa
  - Mimoides
  - Ornithoptera
  - Papilio
  - Parides
  - Pharmacophagus
  - Protesilaus
  - Protographium
  - Teinopalpus
  - Trogonoptera
  - Troides